# Maurice Ntounou
Maurice Ntounou (ur. 13 września 1972 w Brazzaville) – piłkarz kongijski grający na pozycji obrońcy.

## Kariera klubowa
Karierę piłkarską Ntounou rozpoczął w klubie Kotoko de Mfoa. W jego barwach zadebiutował w 1990 roku w pierwszej lidze kongijskiej. Grał w nim do 1995 roku.
W 1995 roku Ntounou wyjechał do Francji, gdzie grał do końca swojej kariery, czyli do 2006 roku. Pierwszym klubem Kongijczyka we Francji był CS Brétigny-sur-Orge. Następnie występował w Red Star FC (1996-1997), AS Evry (1997-1998) i Pacy Football (1998-2006).

## Kariera reprezentacyjna
W reprezentacji Konga Ntounou zadebiutował 28 kwietnia 1991 roku w przegranym 1:2 meczu kwalifikacji do Pucharu Narodów Afryki 1992 z Malawi, rozegranym w Brazzaville. W 1992 roku rozegrał dwa mecze w Pucharze Narodów Afryki 1992: z Wybrzeżem Kości Słoniowej (0:0) i ćwierćfinale z Ghaną (1:2).
W 2000 roku Ntounou został powołany do kadry na Puchar Narodów Afryki 2000. Na tym turnieju był rezerwowym i nie rozegrał żadnego spotkania. Od 1992 do 1999 zagrał w kadrze narodowej 14 razy i strzelił 1 gola.